# Čabaňská perla
Čabaňská perla (zkratka ČP, název dle VIVC – Perle von Csaba) je odrůda révy vinné (Vitis vinifera), kříženec odrůd Madeleine Angevine (Madlenka raná) a Muscat fleur d'oranger, vyšlechtěný v Maďarsku.
Madeleine Angevine je velmi raná stolní a moštová odrůda původu Vitis vinifera, dle provedené analýzy DNA (INRA Montpellier) kříženec odrůd Madlenka královská (Madeleine Royale) x Blanc d'Ambré. Autorem křížení z roku 1857 je Francouz Moreau-Robert z Angers (Maine et Loire, soukromý šlechtitel, který působil ve firmě Vibert), ovšem dle některých francouzských zdrojů je jím právě M. Vibert. Odrůda je na malých plochách pěstována ve Francii, ve Velké Británii a dále např. v Německu, v Rusku, v Dánsku a ve Švédsku či v USA (stát Washington). Pro své rané zrání je často používaná jako partner při šlechtění nových odrůd, je například jedním z rodičů odrůd Comtessa, Noblessa, Reichensteiner či Siegerrebe. V některých zdrojích se lze dočíst, že název odrůdy vychází ze skutečnosti, že na jihu Francie hrozny dozrávají přibližně na svátek svaté Marie Magdalény, tedy již 22. července. Ve skutečnosti zde dozrává mezi 2.–4. srpnem. Název je odvozen od jména St. Madeleine Sophie Barat, svátek na počest této svaté slaví ve Francii 25. května, v tomto období réva této odrůdy kvete. Druhá část názvu odrůdy je odvozena od starého názvu místa původu (Angevine – Anjou).
Muscat Fleur d’Oranger je raná stolní a moštová odrůda původu Vitis vinifera, spontánní kříženec odrůd Muscat Blanc à Petits Grains x Chasselas Blanc. Je na malých plochách pěstována v Itálii, v Kalifornii, v Rusku, Uzbekistánu a Kazachstánu.

## Popis
Réva vinná (Vitis vinifera) odrůda Čabaňská perla je jednodomá dřevitá pnoucí liána dorůstající v kultuře až několika metrů. Kmen tloušťky až několik centimetrů je pokryt světlou borkou, která se loupe v pruzích. Úponky umožňují této rostlině pnout se po tvrdých předmětech. Keř je slabšího až středního vzrůstu. Vrcholky letorostů jsou světle zelené až žlutozelené s vínově červenými okraji, první dva mladé lístky mají bronzově červený nádech, na spodní straně jsou pavučinovitě ochmýřené, později lysé. Jednoleté réví je světle hnědé, tmavě hnědé na uzlech.
Listy jsou středně velké, oválné, zvlněné, nečleněné až tří- nebo pětilaločnaté s mělkými výkroji, řapíkový výkroj je otevřený, obvykle ve tvaru „U“ či lyrovitý. Podzimní barva listů je žlutá.
Oboupohlavní pětičetné květy v hroznovitých květenstvích jsou žlutozelené, samosprašné. Plodem jsou malé až středně velké (17–18 x 18–19 mm, 1,7 g), kulaté bobule světle žluté barvy, slabě ojíněné, s tenkou slupkou, se šťavnatou dužinou muškátové chuti s 1–2 malými semeny. Hrozny jsou středně velké (12–17 x 8–10 cm, 117 g), kratší, kuželovité, průměrně kompaktní, s křidélky. Stopky hroznů jsou dlouhé 4 cm a poměrně silné.

## Původ a rozšíření
Čabaňská perla je moštová a stolní odrůda vinné révy (Vitis vinifera), kterou vyšlechtili roku 1904 v Maďarsku, v Békécsabě, Adolf Stark a Mathiasz Janos, údajně křížením odrůd Madeleine Angevine (Madlenka raná) a Muscat Précoce de Courtilier. Později bylo analýzou DNA prokázáno, že druhým partnerem při křížení byla odrůda Muscat fleur d'oranger.
Odrůdu najdeme v zahradách a vinohradech téměř po celém světě, roku 2007 na cca 2.000 hektarech. Tradičně se pěstuje v Rumunsku, Bulharsku a Maďarsku. Odrůda je velmi vhodná k pěstování v zahrádkách.
Ve Státní odrůdové knize České republiky ani v Listině registrovaných odrůd SR není odrůda zapsána. Vinařský zákon povoloval u nás z této odrůdy vyrábět víno v kategorii zemských vín až do roku 2010, nicméně ve vyhlášce č. 323/2004 Sb. po novele vyhláškou č. 28/2010 Sb. již mezi odrůdami, ze kterých je dovoleno vyrábět zemská vína, není uvedena. Odrůdu najdeme na vinohradech pouze vzácně, na Moravě, častější je právě v domácích zahradách.
Pro své rané zrání a příjemné muškátové aroma byla odrůda použita jako jeden z partnerů při šlechtění odrůd Královna vinohradu, Irsai Oliver či Gyöngyrizling. Existuje též stolní odrůda původu Vitis vinifera s růžovými hrozny, Perle von Csaba Rot, kříženec odrůd Perle von Csaba a Mathiasz Janos, kterou vyšlechtil roku 1917 v Maďarsku Pál Kocsis.

## Název
Český název i většina používaných synonym jsou doslovným překladem původního maďarského názvu Csaba Gyöngye. Csaba je slangový název maďarského města Békécsaba, kde byla odrůda vyšlechtěna.
Další, lokálně používaná synonyma odrůdy Čabaňská perla jsou : Жемчуг Саба, Чаба дендье, Перлина Саба, Перл де Чаба, Перла чабанська (vše Rusko), Batai, Biser, Cabaky, Cabaky Cabanka, Cabana, Čabanka, Cabanska, Caba, Cabe Bijeli, Cabianska Perla, Cabski Biser (Chorvatsko), Capski Biser, Csaba Gyöngye (Maďarsko), Csabas Perle, Czabah, Dendes, Gyöngyféher (Maďarsko), Jemtchoug Saba, Jenciug Saba, July Muscat (USA), Julijev Muskat, Julski Muskat, Korai Palafant, Ksaba, Margaritati, Muscat Perla de Csaba, Muskat Ksaba, Pataki, Perl djo Ksaba (Bulharsko), Pearl of Csaba (Kypr), Perla, P. Caba, P. Chaba, P. de Csaba (Brazílie), P. di Csaba (Itálie, USA), P. von Csaba, Perle de Csaba Blanche, Perle di Chaba Bianca, Peerola de Casaba, P. de Csaba, Piros Csabagyöngye, Raisin Perle, Rindunica Strugurilor, Saianet, Starka, Tamioasa Ciaba, Tokayer, Vengerskii Muskatnii Rannii, Vita da Csaba, Vita de Csaba, Zemcug Saba, Z. Saby, Zemchug Saba (Rusko).

## Pěstování
Letorosty vyzrávají z 80–90 %, výnosy se pohybují od 5 do 12 t/ha, plodnost dřeva je 48 %, počet hroznů na výhon je 0,56, na plodonosný 1,37. cukernatost moštu bývá 14–18 g/100 ml při aciditě 6,5–8,5 g/l. Jako podnože se osvědčily SO-4 a T 5C. Hrozny špatně snášejí transport a nejsou vhodné ke skladování, jsou určeny ke spotřebě v čerstvém stavu.

### Fenologie
Velmi raná až raná odrůda, jejíž hrozny lze sklízet k přímému konzumu již v první polovině srpna, pro výrobu vína až počátkem září. Vegetační cyklus trvá 113–115 dní při sumě aktivních teplot (SAT) 2087 °C.

### Choroby a škůdci
Proti houbovým chorobám je odolnost nízká, středně dobře odolává plísni révové (Plasmopara viticola), citlivá je na padlí révové (Uncinula necator), proti zimním mrazům má střední odolnost. Na vinici je často napadána vosami a ptáky. Bobule snadno praskají a hnijí po deštích. V takovém případě se musí co nejrychleji sklidit.

### Poloha a půdy
Odrůda je středně náročná na půdy, vyhovují jí úrodné půdy, bohaté na živiny, černozem, ale i hlinito-jílovité půdy s dobrým vláhovým režimem. Pro velmi rané zrání hroznů vyžaduje dobrou polohu, je ohrožována pozdními jarními mrazy.

## Víno
Barva typového vína je zelenožlutá, vůně muškátová, chuť svěží, jemná, muškátová, harmonická. Odrůda je vhodná pro výrobu burčáku a mladých, lehkých vín. Víno se pije mladé, slouží k osvěžení a není zapotřebí jej doprovázet jídlem.

### Multimédia
- Ing. Radek Sotolář : Multimediální atlas podnožových, moštových a stolních odrůd révy, Mendelova zemědělská a lesnická universita Brno, zahradnická fakulta v Lednici
- Martin Šimek : Encyklopédie všemožnejch odrůd révy vinné z celýho světa s přihlédnutím k těm, co již ouplně vymizely, 2008–2012